# رانا داگوباتی
رانا داگوباتی (به انگلیسی: Rana Daggubati) (زاده ۱۴ دسامبر ۱۹۸۴) بازیگر هندی است.
از فیلم‌هایی که وی در آن نقش داشته است می‌توان به دپارتمان اشاره کرد.

## فیلم‌شناسی
فهرست برخی از فیلم‌هایی که رانا داگوباتی در آنها به ایفای نقش پرداخته‌است:
- دپارتمان
- یک عکس بگیرید
- رودرامادوی
- حمله قاضی
- گلوله‌ای به نام من
- خانه شلوغ ۴
- ن. ت. ر: رهبر بزرگ
- آغاز
- من پادشاهم، من نخست وزیرم
- بیملا نایاک (۲۰۲۲)
- روزهای بنگلور